# Hestimidius humeralis
Hestimidius humeralis är en skalbaggsart som beskrevs av Stefan von Breuning 1939. Hestimidius humeralis ingår i släktet Hestimidius och familjen långhorningar.
Artens utbredningsområde är Fiji. Inga underarter finns listade i Catalogue of Life.